# Lovell (Wyoming)
Lovell város az USA Wyoming államában,  Big Horn megyében. Lakosainak száma 2243 fő (2020. április 1.).

## Népesség
A település népességének változása:

| 2010 | 2 360 |
| 2020 | 2 243 |